# Каннський кінофестиваль 1992
45-й Каннський міжнародний кінофестиваль відбувся з 7 по 18 травня у Каннах, Франція. Золоту пальмову гілку отримав фільм Добрі наміри режисера Білле Аугуста.
У конкурсі було представлено 21 повнометражний фільм та 12 короткометражок. До програми Особливий погляд увійшли 20 стрічок; поза конкурсом показано 15 фільмів. Фестиваль відкрито показом стрічки «Основний інстинкт» режисера Пола Верховена. Фільмом закриття фестивалю було обрано «Далека країна» режисера Рона Говарда.

## Журі

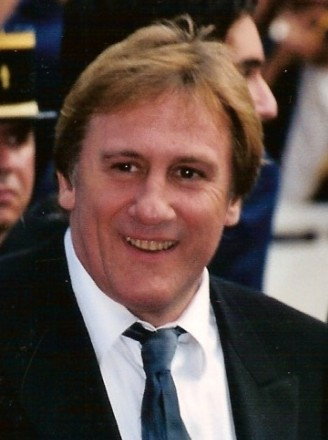
Жерар Депардьє, Голова журі

Голова: Жерар Депардьє, актор, 
- Педро Альмодовар, режисер,
- Джон Бурмен, режисер,
- Жоель Ван Еффентерр, монтажер,
- Нана Джорджадзе, режисер,
- Карло Ді Пальма, оператор,
- Джеймі Лі Кертіс, акторка,
- Рене Клейтман, продюсер,
- Лестер Джеймс Пер'єс, режисер,
- Серж Тубіана, критик,

## Фільми-учасники конкурсної програми
★Переможців виділено окремим кольором.
Повнометражні фільми
| Фільм                          | Назва мовою оригіналу         | Режисер              | Країна                        |
| ------------------------------ | ----------------------------- | -------------------- | ----------------------------- |
| Аварія                         | Crush                         | Елісон Маклін        | Нова Зеландія                 |
| Вартовий                       | La sentinelle                 | Арно Деплешен        | Франція                       |
| Викрадач дітей                 | Il ladro di bambini           | Джанні Амеліо        | Італія                        |
| Гієни                          | Hyènes                        | Джибріл Діоп Мамбету | Сенегал                       |
| Говардс Енд                    | Howards End                   | Джеймс Айворі        | Велика Британія               |
| Гравець                        | The Player                    | Роберт Альтман       | США                           |
| ★ Добрі наміри                 | Den goda viljan               | Білле Аугуст         | Швеція                        |
| Кінець довгого дня             | The Long Day Closes           | Теренс Девіс         | Велика Британія               |
| Леоло                          | Léolo                         | Жан-Клод Лозон       | Канада Франція Італія         |
| Луна-парк                      | Луна-парк                     | Павло Лунгін         | Росія Франція                 |
| Обман зору                     | L'oeil qui ment               | Рауль Руїс           | Франція Португалія            |
| Основний інстинкт              | Basic Instinct                | Пол Верховен         | США Велика Британія Франція   |
| Повернення Казанови            | Le retour de Casanova         | Едуар Ньєрман        | Франція                       |
| Подорож                        | El viaje                      | Фернандо Соланас     | Аргентина                     |
| Про мишей і людей              | Of Mice and Men               | Гері Сініз           | США                           |
| Прості люди                    | Simple Men                    | Гел Гартлі           | США                           |
| Самостійне життя               | Самостоятельная жизнь         | Віталій Каневський   | Росія Франція Велика Британія |
| Сонце в листі айвового дерева  | El sol del membrillo          | Віктор Ерісе         | Іспанія                       |
| Твін Пікс: вогонь, іди зі мною | Twin Peaks: Fire Walk with Me | Девід Лінч           | США Франція                   |
| У країні Джульєтт              | Au pays des Juliets           | Мехді Шареф          | Франція                       |
| Чужа серед нас                 | A Stranger Among Us           | Сідні Люмет          | США                           |

## Особливий погляд
| Фільм                | Назва мовою оригіналу                    | Режисер              | Країна                          |
| -------------------- | ---------------------------------------- | -------------------- | ------------------------------- |
| Бик                  | Oxen                                     | Свен Нюквіст         | Швеція Норвегія Данія           |
| Вдома з Клодом       | Being at Home with Claude                | Жан Боден            | Канада                          |
| І життя триває       | زندگی و دیگر هیچ‎‎ / Zendegi va digar hich | Аббас Кіаростамі     | Іран                            |
| Кришталеві ночі      | Krystallines nyhtes                      | Тоніа Маркетакі      | Греція                          |
| Кузен Боббі          | Cousin Bobby                             | Джонатан Демме       | США                             |
| Пам'ять води         | La memoria del agua                      | Ектор Фавер          | Іспанія Аргентина               |
| Поганий поліцейський | Bad Lieutenant                           | Абель Феррара        | США                             |
| Прага                | Prague                                   | Ієн Сіллер           | Велика Британія                 |
| Прибуття Аверілла    | Averills Ankommen                        | Міхаель Шоттенберг   | Австрія                         |
| Свято                | A nyaraló                                | Кан Тогай            | Угорщина                        |
| Строго за правилами  | Strictly Ballroom                        | Баз Лурманн          | Австралія                       |
| Сучасні злочини      | Modern Crimes                            | Алехандро Агресті    | Аргентина                       |
| Чекіст               | Чекист                                   | Олександр Рогожкін   | Росія Франція                   |
| Через відкрите вікно | Through an Open Window                   | Ерік Мендельсон      | США                             |
| Шлюбна ніч           | Hochzaeitsnuecht                         | Пол Крухтен          | Люксембург                      |
| Щасливі дні          | Счастливые дни                           | Олексій Балабанов    | СРСР                            |
| Я — американець      | American Me                              | Едвард Джеймс Олмос  | США                             |
| Яблуні               | Apfelbäume                               | Хельма Зандерс-Брамс | Німеччина                       |
|                      | Mon Desir                                | Нікі Маршалл         | Нова Зеландія                   |
|                      | Udju Azul di Yonta                       | Флора Гомес          | Гвінея-Бісау Франція Португалія |

Короткометражні фільми
| Фільм                        | Назва мовою оригіналу         | Режисер               | Країна          |
| ---------------------------- | ----------------------------- | --------------------- | --------------- |
| Виріз 42                     | Encolure 42                   | Віллі Кемпенірс       | Бельгія         |
| Закон Дом'є                  | Daumier's Law                 | Джофф Данбар          | Велика Британія |
| Метро                        | Le métro                      | Катрін Монтондо       | Росія Бельгія   |
| Нема проблем                 | No Problem                    | Крейг Велш            | Канада          |
| Нічого особливого не сталося | Keine besonderen Vorkommnisse | Юрген Шонхофф         | Німеччина       |
| Обмін                        | L'échange                     | Венсан Перес          | Франція         |
| Омнібус                      | Omnibus                       | Сем Карманн           | Франція         |
| Пристрасна гра               | A Passion Play                | Тоні Твігг            | Австралія       |
| Сенсація                     | La sensation                  | Мануель Путт          | Бельгія         |
| Шлях                         | Az út                         | Ніколай Іванов Нейков | Угорщина        |
|                              | Cheating, Inc.                | Вільям Лортон         | США             |
|                              | Ghalb                         | Сайєд Моджавері       | Іран            |

## Фільми позаконкурсної програми
| Фільм                  | Назва мовою оригіналу     | Режисер                  | Країна                                   |
| ---------------------- | ------------------------- | ------------------------ | ---------------------------------------- |
| Будинок ангелів        | Änglagård                 | Колін Нютле              | Швеція Данія Норвегія                    |
| Далека країна          | Far and Away              | Рон Говард               | США                                      |
| Дуб                    | Balanţa                   | Лучіан Пінтіліє          | Румунія                                  |
| Карта людського серця  | Map of the Human Heart    | Вінсент Ворд             | Австралія Канада Франція Велика Британія |
| Красуня і чудовисько   | Beauty and the Beast      | Гарі Труздейл, Кірк Уайз | США                                      |
| На землі, як на небі   | Svo á jörðu sem á himni   | Крістін Йоханнесдоттір   | Ісландія                                 |
| Отелло                 | Othello                   | Орсон Веллс              | США Франція Італія Марокко               |
| Патрік Девар           | Patrick Dewaere           | Марк Еспозіто            | Франція                                  |
| Пісня дороги           | পথের পাঁচালী / Pather Panchali | Сатьяджит Рай            | Індія                                    |
| Прем'єра               | Opening Night             | Джон Кассаветіс          | США                                      |
| Сарафіна!              | Sarafina!                 | Даррелл Джеймс Рудт      | США ПАР                                  |
| Серце воїна            | Krigerens hjerte          | Лейдульв Рісан           | Норвегія                                 |
| Скажені пси            | Reservoir Dogs            | Квентін Тарантіно        | США                                      |
| Ударник Болеро         | Le Batteur Du Boléro      | Патріс Леконт            | Франція                                  |
| Хлопчики з Санкт-Петрі | Drengene fra Sankt Petri  | Сьорен Краг-Якобсен      | Данія                                    |

## Нагороди

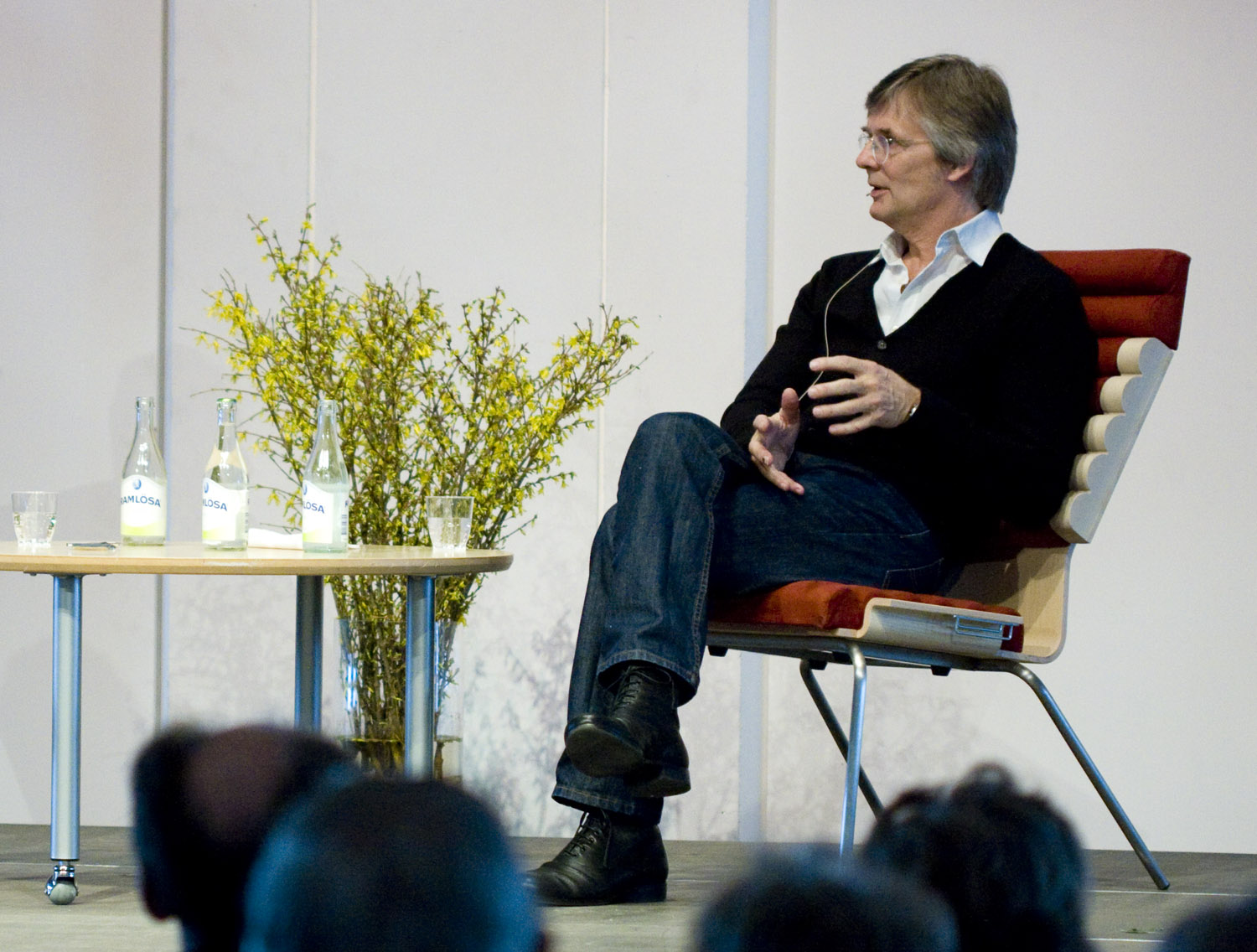
Білле Аугуст, володар Золотої пальмової гілка.

- Золота пальмова гілка: Добрі наміри, режисер Білле Аугуст
- Гран-прі журі: Викрадач дітей, реж. Джанні Амеліо
- Приз журі:
  - Сонце в листі айвового дерева, реж. Віктор Ерісе
  - Самостійне життя, реж. Віталій Каневський
- Приз за найкращу чоловічу роль: Тім Роббінс за Гравець
- Приз за найкращу жіночу роль: Пернілла Аугуст за Добрі наміри
- Приз за найкращу режисуру: Роберт Альтман за Гравець
- Золота пальмова гілка за короткометражний фільм: Омнібус, реж. Сем Карманн
- Технічний гран-прі: Подорож, реж. Фернандо Соланас (за технічну візуальну та звукову досконалість)
- Нагорода до 45-річчя фестивалю: Говардс Енд, реж Джеймс Айворі
- Золота камера: Мак, реж. Джон Туртурро
- Премія товариства драматичних авторів і композиторів (SACD):
  - Найкращий короткометражний фільм: Кімната, реж. Джефф Болсмейєр
  - Найкращий художній фільм: Людина кусає собаку, реж. Ремі Бельво, Андре Бонзель, Бенуа Пульворд
- Премія Canal+: Плавучий, реж. Річард Геслоп
- Приз міжнародної асоціації кінопреси (ФІПРЕССІ): Сонце в листі айвового дерева, реж. Віктор Ерісе
- Приз екуменічного журі: Викрадач дітей, реж. Джанні Амеліо
- Приз екуменічного журі — Спеціальна згадка:
  - У країні Джульєтт, реж. Мехді Шареф
  - Подорож, реж. Фернандо Соланас
- Нагороди молоді:
  - Іноземний фільм: Строго за правилами, реж. Баз Лурманн
  - Французький фільм: Без жодного крику, реж. Жанна Лабрюн
- Спеціальна нагорода молоді: Людина кусає собаку, реж. Ремі Бельво, Андре Бонзель, Бенуа Пульворд